# Ammothea tetrapora
Ammothea tetrapora is een zeespin uit de familie Ammotheidae. De soort behoort tot het geslacht Ammothea. Ammothea tetrapora werd in 1932 voor het eerst wetenschappelijk beschreven door Gordon. 